# 诺尔恰
诺尔恰（Norcia）是意大利翁布里亚大区东南部城市，属于佩鲁贾省，位于毗邻高大的亚平宁山脉的宽阔平原。 
这一地区以空气和风景著称，是登山和远足的基地，也是众所周知的狩猎，特别是野猪的地点，用野猪和猪肉制成香肠和火腿，以至于在意大利，诺尔恰已经成为此类产品的名称：" norcineria"。

## 地理
諾爾恰位處錫比利尼山脈高處，屬高原，索爾多河流經。

## 歷史
早於上古時代諾爾恰已有人聚居。直至公元前205年，被古羅馬人征服。
於中世紀，本篤會創辦者聖本篤，於公元480年出生。至八世紀，追隨者於諾爾恰特意興建一座小教堂，以紀念聖本篤降生，而自此有大批修士前來修道。
十二世紀諾爾恰為教皇國領土；至1860年後，為意大利王國一部分。

## 名人
- 塞多留
- 聖本篤

## 圖片

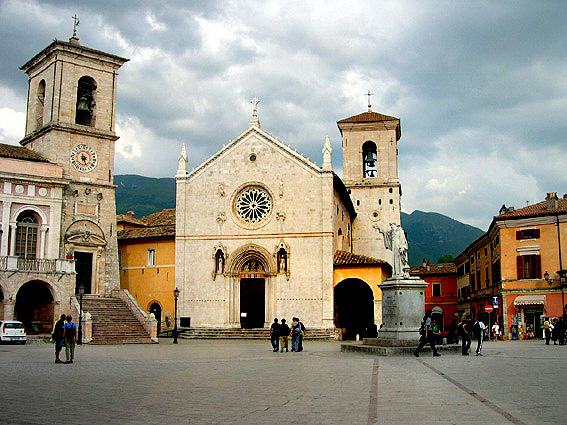
广场上的圣本笃教堂
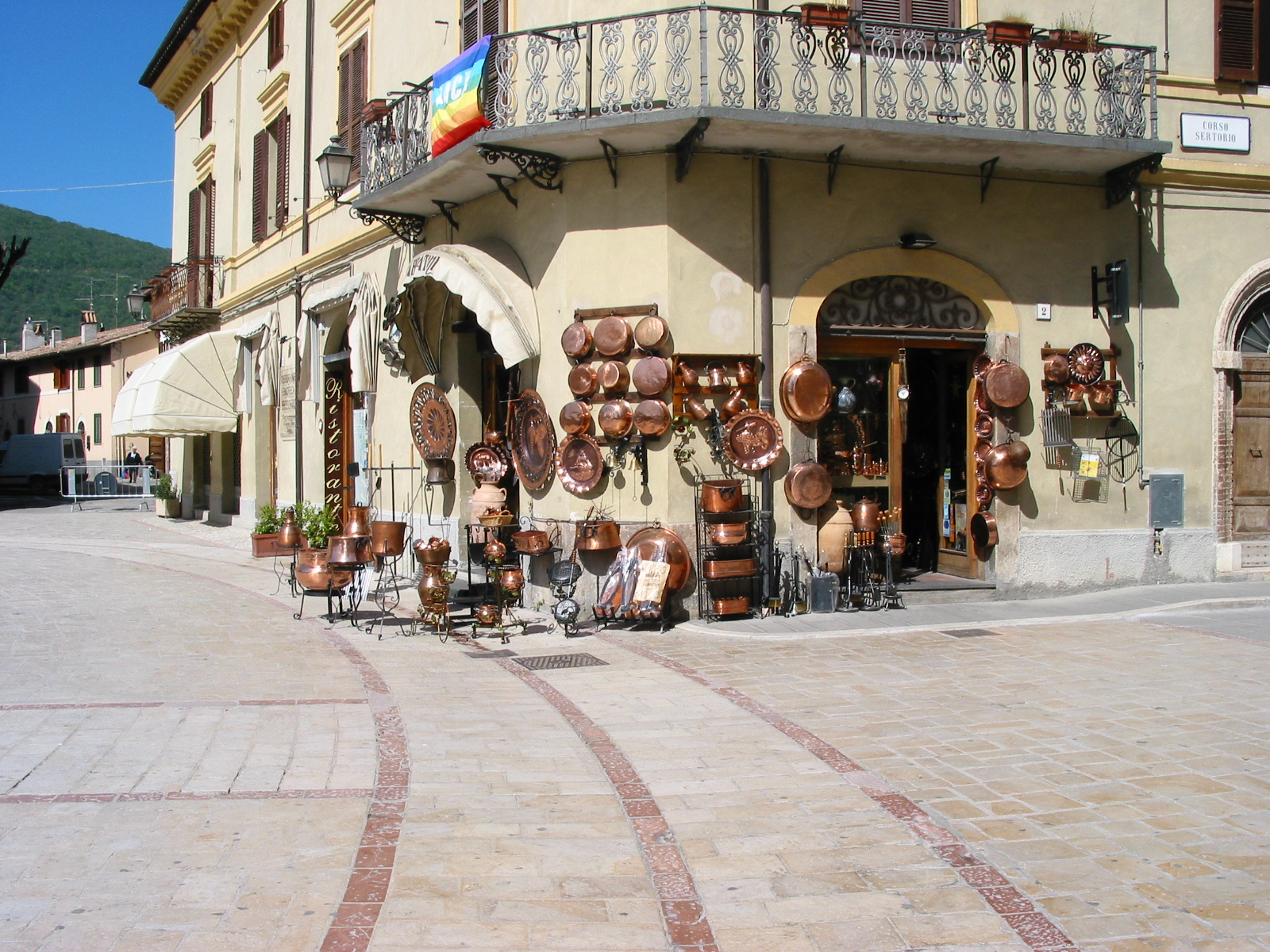
城鎮街景